# Савчук, Иван Александрович
Иван Александрович Савчук — советский хозяйственный, государственный и политический деятель.

## Биография
Родился в 1915 году в селе Зубовщина. Член КПСС.
Служил в артиллерийском полку РККА в г. Спасске. Закончил полковую школу младших командиров, годичную дивизионную партшколу, курсы младших политруков.
Участник Великой Отечественной войны: командир штабной батареи 935-го артиллерийского полка 381-й стрелковой дивизии Калининского фронта
В 1942—1957 — партийный работник в Балахтинском, Новосельском, Боготольском райкомах КПСС Красноярского края.
В 1957—1970 — первый секретарь Норильского горкома КПСС.
Делегат XXII и XXIII съездов КПСС.
Умер в 1995 году в Киеве.

## Награды
- Орден Ленина (1961)
- Орден Отечественной войны I степени (1985)
- Орден Отечественной войны II степени (1951)
- Орден Трудового Красного Знамени (1957, 1966)
- Орден Знак Почёта